# Вэнс, Мэрилин
Мэ́рилин Вэнс (англ. Marilyn Vance), в девичестве — Кэй (англ. Kaye; США) — американский художник по костюмам и режиссёр.

## Биография
Рождённая под именем Мэрилин Кэй, она когда-то была замужем за Кенни Вэнсом из музыкальной группы «Jay & the Americans». Мэрилин стала художником по костюмам в Голливуде. Она является матерью кинопродюсера Лэдда Вэнса и актёра / продюсера-сценариста Грега Вэнса, и в течение своей карьеры в качестве дизайнера костюмов и кинопродюсера, она указывалась в титрах под именами Мэрилин Стрейкер, Мэрилин Вэнс-Стрейкер, Мэрилин Кэй Вэнс и Мэрилин Вэнс.
Вэнс начала карьеру дизайнера костюмов с телевизионного сериала «Злоключения шерифа Лобо». Продолжая работать на телевидении, она начала заниматься дизайном костюмов для многих известных фильмов, таких как «Весёлые времена в школе Риджмонт», «Клуб „Завтрак“», «Феррис Бьюллер берёт выходной», «Неприкасаемые» и «Красотка».
Продолжая заниматься дизайном костюмов, Вэнс начала работу в качестве кинопродюсера, ее первой работой была «Первая сила» в 1990 году. За ней последовали «Ночь страшного суда», «Побег» и «Патруль времени».
Когда Вэнс спросили о том, как художник по костюмам может быть продюсером фильмов, она заявила, что для неё это была «естественная прогрессия» её карьеры.

## Номинации и награды
В 1988 году была номинирована на премию «Оскар» и премию BAFTA за работу над фильмом «Неприкасаемые».
В 1990 году была номинирована на премию BAFTA за работу над костюмами для фильма «Красотка».
В 1992 году получила премию «Сатурн» за лучшие костюмы за работу над фильмом «Ракетчик».
В 2000 году была номинирована на премию «Сатурн» за работу над фильмом «Таинственные люди».

## Неполная фильмография
- Сорок восемь часов (1982)
- Роман с камнем (1984)
- Клуб «Завтрак» (1985)
- Девушка в розовом (1986)
- Феррис Бьюллер берёт выходной (1986)
- Неприкасаемые (1987)
- Хищник (1987)
- Сбрось маму с поезда (1987)
- Крепкий орешек (1988)
- Маленькие чудовища (1989)
- Дом у дороги (1989)
- Красотка (1990)
- Крепкий орешек 2 (1990)
- Хищник 2 (1990)
- Ракетчик (1991)
- Последний бойскаут (1991)
- Знахарь (1992)
- Соммерсби (1993)
- Уличный боец (1994)
- Солдат Джейн (1997)
- Таинственные люди (1999)
- Соседка (2004)
- Девушка моего лучшего друга (2008)